# Milan Aleksić (water-polo)
Pour les articles homonymes, voir Aleksić.
Milan Aleksić, né le 13 mai 1986 à Belgrade, est un joueur de water-polo international serbe évoluant au club Vaterpolo klub Partizan.